# Qatar op de Olympische Zomerspelen 2008
Qatar nam deel aan de Olympische Zomerspelen 2008 in Peking, China. Het debuteerde op de Zomerspelen in 1984 en deed in 2008 voor de zevende keer mee. Voor de tweede keer op rij werd geen medaille gewonnen.

## Deelnemers en resultaten

### Atletiek
| Olympiër                | Discipline             | Resultaat | Prestatie                                                                        |
| ----------------------- | ---------------------- | --------- | -------------------------------------------------------------------------------- |
| Samuel Francis          | 100m (m)               | DSQ       | serie 9: 1ste in 10,40 kwartfinale 3: 4de in 10,11 halve finale 1: 8ste in 10,20 |
| Samuel Francis          | 200m (m)               | DNS       | serie 8: niet gestart                                                            |
| Thamer Kamal Ali        | 1500m (m)              | 31e       | serie 4: 8ste in 3.41,08                                                         |
| Daham Najim Bashir      | 1500m (m)              | 10e       | serie 1: 3de in 3.36,05 halve finale 1: 7de in 3.37,77 finale: 10de in 3.37,68   |
| James Kwalia            | 5000m (m)              | 8e        | serie 3: 2de in 13.39,96 finale: 8ste in 13.23,48                                |
| Sultan Khamis Zaman     | 5000m (m)              | 25e       | serie 1: 12de in 13.53,38                                                        |
| Ahmad Hassan Abdullah   | 10000m (m)             | 8e        | 27.23,75                                                                         |
| Felix Kibore            | 10000m (m)             | 22e       | 28.11,92                                                                         |
| Essa Ismail Rashed      | 10000m (m)             | 20e       | 27.58,67                                                                         |
| Mohamed Issa Al-Thawadi | 110m horden (m)        | DSQ       | serie 6: 5de in 13,64 kwartfinale 3: gediskwalificeerd                           |
| Abubaker Ali Kamal      | 3000m steeplechase (m) | 8e        | serie 3: 4de in 8.21,85 finale: 8ste in 8.16,59                                  |
| Yousuf Othman Qader     | marathon (m)           | 64e       | 2:28.20                                                                          |
| Mubarak Shami           | marathon (m)           | DNF       | niet gefinisht                                                                   |
| Ibrahim Aboubaker       | hink-stap-springen (m) | 31e       | kwalificatie groep A: 17de met 16,03m                                            |
| Rashid Shafi Al-Dosari  | discuswerpen (m)       | 10e       | kwalificatie groep B: 4de met 63,83m finale: 10de met 62,55m                     |

### Boogschieten
| Olympiër  | Discipline      | Resultaat | Prestatie                                                               |
| --------- | --------------- | --------- | ----------------------------------------------------------------------- |
| Ali Salem | individueel (m) | 50e       | plaatsingsronde: 57ste met 627 punten 1ste ronde: V van KOR Im: 103-108 |

### Schermen
| Olympiër         | Discipline | Resultaat | Prestatie                        |
| ---------------- | ---------- | --------- | -------------------------------- |
| Khalid Al-Hamadi | floret (m) | 25e       | 1ste ronde: V van KOR Choi: 3-15 |

### Schietsport
| Olympiër         | Discipline | Resultaat | Prestatie                                           |
| ---------------- | ---------- | --------- | --------------------------------------------------- |
| Nasser Al-Attiya | skeet (m)  | 15e       | kwalificatie: 15de met 117 punten (24-23-23-25-22)  |
| Rashid Hamad     | skeet (m)  | 37e       | kwalificatie: 37ste met 106 punten (22-22-18-22-22) |

### Taekwondo
| Olympiër          | Discipline | Resultaat | Prestatie                         |
| ----------------- | ---------- | --------- | --------------------------------- |
| Abdulqader Sarhan | -80kg (m)  | 11e       | voorronde: V van AZE Ahmadov: 0-5 |

### Zwemmen
| Olympiër     | Discipline          | Resultaat | Prestatie                |
| ------------ | ------------------- | --------- | ------------------------ |
| Osama Alarag | 100m schoolslag (m) | 61e       | serie 1: 1ste in 1.10,83 |

Afghanistan · Albanië · Algerije · Amerikaanse Maagdeneilanden · Amerikaans-Samoa · Andorra · Angola · Antigua en Barbuda · Argentinië · Armenië · Aruba · Australië · Azerbeidzjan · Bahama's · Bahrein · Bangladesh · Barbados · België · Belize · Benin · Bermuda · Bhutan · Bolivia · Bosnië en Herzegovina · Botswana · Brazilië · Britse Maagdeneilanden · Bulgarije · Burkina Faso · Burundi · Cambodja · Canada · Centraal-Afrikaanse Republiek · Chili · China · Chinees Taipei · Colombia · Comoren · Congo-Brazzaville · Congo-Kinshasa · Cookeilanden · Costa Rica · Cuba · Cyprus · Denemarken · Djibouti · Dominica · Dominicaanse Republiek · Duitsland · Ecuador · Egypte · El Salvador · Equatoriaal-Guinea · Eritrea · Estland · Ethiopië · Fiji · Filipijnen · Finland · Frankrijk · Gabon · Gambia · Georgië · Ghana · Grenada · Griekenland · Groot-Brittannië · Guam · Guatemala · Guinee · Guinee‑Bissau · Guyana · Haïti · Honduras · Hongarije · Hongkong · Ierland · IJsland · India · Indonesië · Irak · Iran · Israël · Italië · Ivoorkust · Jamaica · Japan · Jemen · Jordanië · Kaaimaneilanden · Kaapverdië · Kameroen · Kazachstan · Kenia · Kirgizië · Kiribati · Koeweit · Kroatië · Laos · Lesotho · Letland · Libanon · Liberia · Libië · Liechtenstein · Litouwen · Luxemburg · Macedonië · Madagaskar · Malawi · Malediven · Maleisië · Mali · Malta · Marshalleilanden · Marokko · Mauritanië · Mauritius · Mexico · Micronesië · Moldavië · Monaco · Mongolië · Montenegro · Mozambique · Myanmar · Namibië · Nauru · Nederland · Nederlandse Antillen · Nepal · Nicaragua · Nieuw-Zeeland · Niger · Nigeria · Noord-Korea · Noorwegen · Oeganda · Oekraïne · Oezbekistan · Oman · Oostenrijk · Oost‑Timor · Pakistan · Palau · Palestina · Panama · Papoea-Nieuw-Guinea · Paraguay · Peru · Polen · Portugal · Puerto Rico · Qatar · Roemenië · Rusland · Rwanda · Saint Kitts en Nevis · Saint Lucia · Saint Vincent en Grenadines · Salomonseilanden · Samoa · San Marino · Sao Tomé en Principe · Saoedi-Arabië · Senegal · Servië · Seychellen · Sierra Leone · Singapore · Slovenië · Slowakije · Soedan · Somalië · Spanje · Sri Lanka · Suriname · Swaziland · Syrië · Tadzjikistan · Tanzania · Thailand · Togo · Tonga · Trinidad en Tobago · Tsjaad · Tsjechië · Tunesië · Turkije · Turkmenistan · Tuvalu · Uruguay · Vanuatu · Venezuela · Verenigde Arabische Emiraten · Verenigde Staten · Vietnam · Wit-Rusland · Zambia · Zimbabwe · Zuid-Afrika · Zuid-Korea · Zweden · Zwitserland
Uitgesloten van deelname: Brunei